# Opfer der Gesellschaft
Opfer der Gesellschaft ist ein deutsches Stummfilmdrama aus dem Jahre 1918 unter der Regie von Willy Grunwald mit Conrad Veidt in der Hauptrolle.

## Handlung
Auf Betreiben des ehrgeizigen Staatsanwalts Chrysander wird die Tänzerin Martha Bellina wegen Mordes zu einer mehrjährigen Haftstrafe verurteilt, da, wie er meint, die Gesellschaft von „solchen Elementen“ befreit werden müsse. Die Verurteilung der unglückseligen Frau bringt ihm Ruhm und sozialen Aufstieg. Bald verlobt sich Chrysander mit der Tochter des ortsansässigen Gerichtspräsidenten. Noch ehe es zur Eheschließung kommen kann, entdeckt Chrysander Marthas Tagebuch und erfährt ihre traurige Lebensgeschichte.
Martha wurde in jungen Jahren von einem Studenten verführt, der sie erst schwängerte und sich anschließend aus dem Staub machte. Wenig später trat Martha ein kleines Erbe eines Mannes an, um den sie sich jahrelang gekümmert hatte. Um dem Sohn einen Vater zu geben, heiratete sie einen Mann, der sich jedoch als Ganove herausstellte und sie ausbeutete. Martha setzte sich mit ihrem Kind ab, brachte ihn auf eine Privatschule, um ihm dort eine optimale Ausbildung zu gewährleisten, und überschrieb ihm ihr gesamtes Vermögen. Dann ging Martha fort und versuchte sich als Tänzerin. Als ihr Ehemann sie wiederfand, begann er seine Frau zu erpressen, woraufhin Martha den Tunichtgut erschoss.
Chrysander, von dieser Geschichte stark ergriffen, beginnt seine Ansichten von einst zu überdenken. Er zieht sich zurück, um ein Buch mit dem Titel Opfer der Gesellschaft zu schreiben. Eines Tages sucht seine Ex-Verlobte wieder Kontakt zu ihm. Sie hatte sich inzwischen mit einem anderen Mann verheiratet. Die junge Frau will die Beziehung mit Chrysander wieder aufnehmen. Als ihr Mann auftaucht, kommt es zu Handgreiflichkeiten. Der Ehemann stirbt durch Chrysanders Hand. Vor Gericht beschwört Chrysander nicht gewusst zu haben, dass seine Ex inzwischen verheiratet war. Man glaubt ihm nicht und verurteilt den einstigen Staatsanwalt zum Tode.
Martha Bellina versucht ihn zu retten, geht zum Justizminister und informiert diesen, dass Chrysander ein aufrechter Verfechter von Gesetz und Ordnung im Namen des Staates sei. Es stellt sich heraus, dass Chrysander ihr Sohn ist, der Karriere dank Marthas Aufopferungsbereitschaft gemacht hat. Doch ausgerechnet der Minister ist jener ruchloser Verführer von einst, der Martha so schmählich im Stich gelassen hat – zugleich Chrysanders leiblicher Vater. Doch das Todesurteil kann nicht mehr revidiert werden. Chrysander wird zum Schafott geführt und hingerichtet: er ist ein Opfer der Gesellschaft und seiner moralischen Prinzipien geworden.

## Produktionsnotizen
Opfer der Gesellschaft entstand in der Endphase des Ersten Weltkriegs im Messter-Film-Atelier in Berlins Blücherstraße 32 und passierte im März 1919 die Filmzensur. Die Polizei Berlin erließ unter der Nr. 42913 ein Jugendverbot für den Film. Die Uraufführung erfolgte unwesentlich später. Die Länge des Dreiakters betrug, je nach Schnittfassung, 1597 bzw. 1654 Meter.

## Aufführung
Opfer der Gesellschaft lief am 9. März 1919 im Tonbild-Theater Olympia in Dresden am Altmarkt 13.
Eine Variation dieses Filmthemas schuf der Drehbuchautor Robert Wiene 1930 mit seiner ersten Tonfilmregie Der Andere.